# Verrechnungspreis
Als Verrechnungspreis (auch Transferpreis oder Konzernverrechnungspreis) wird in der Betriebswirtschaftslehre, der innerbetrieblichen Leistungsverrechnung und in der Konzernrechnungslegung derjenige Preis bezeichnet, der innerhalb eines Unternehmens zwischen Kostenstellen und/oder Profitcentern verwendet wird oder im Konzern einheitlich bei allen Tochtergesellschaften für bestimmte Wirtschaftsobjekte angewandt wird (Konzernverrechnungspreis).

## Allgemeines
Das Konzept wird auch als Verrechnungspreisprinzip bezeichnet und beruht handels- und steuerrechtlich auf dem Fremdvergleichsgrundsatz (englisch Arm's Length Principle, ALP). Dieser Grundsatz verlangt, dass bei einer vergleichbaren Transaktion unter voneinander unabhängigen Dritten auf einem externen Markt die dortige Preisbildung bei Verrechnungspreisen berücksichtigt wird. Verrechnungspreise zielen darauf ab, dass eine einheitliche Bewertung von Wirtschaftsgütern und Leistungen stattfinden kann. Die Besonderheit von Verrechnungspreisen besteht darin, dass ihre Preisbildung nicht auf einem Markt durch Angebot und Nachfrage als Marktpreis entsteht, aber einem so zustande gekommenen Preis angenähert ist. Ökonomische Bedeutung erlangen Verrechnungspreise in zweifacher Hinsicht, einerseits durch Anreiz- und Lenkungsfunktionen bei einer Profit-Center-Struktur und andererseits durch ihre steuerlichen Auswirkungen.
In Unternehmen mit mehreren Fertigungsstufen kann ein Materialfluss entlang einer Wertschöpfungskette beobachtet werden, der die Aufteilung in eigenständige Kostenstellen und/oder Profitcenter rechtfertigt. Dabei bildet jede Fertigungsstufe eine eigenständige Abrechnungseinheit, welche die von ihr erbrachten Teilleistungen mit einem Verrechnungspreis an die nächste Stufe weitergibt.

## Funktionen von Verrechnungspreisen

### Lenkung und Koordination
Verrechnungspreise können das Verhalten einzelner Bereichsleiter so beeinflussen, dass der Gewinn des Gesamtunternehmens maximiert wird. Genau wie die Volkswirtschaft pretial, d. h. über den Preis, koordiniert wird, so können auch im Betrieb über koordinierende „Lenkpreise“ Ressourcen einer optimalen Verwendung zugeführt werden. Die Bereichsleiter planen bei dieser „pretialen Lenkung“ mit dem Preis, mit dem ein Transfer bewertet wird.
Auf diese Weise kann sich die Unternehmensführung aus der operativen Betriebsführung zurückziehen und sich mit strategischen Fragestellungen befassen, da bestimmte Entscheidungen der Bereiche autonom über Verrechnungspreise getroffen werden können. Durch diese stärkere Eigenverantwortlichkeit der Bereiche in dezentralen Organisationsstrukturen kann es jedoch zu Bereichsegoismen kommen, die wiederum aus Unternehmenssicht suboptimale Effekte haben können.
Die Lenkungsfunktion der Verrechnungspreise gilt als erfüllt, wenn die Entscheidungen der Bereichsleiter auf Grundlage des Verrechnungspreises genau den Entscheidungen entsprechen, die eine – allwissende – Zentrale getroffen hätte.

### Erfolgszuweisung und Motivation
Durch die Bewertung interner Transfers erfolgt die Erfolgsbewertung der Bereiche mittelbar durch die Verrechnungspreise. Einerseits ist er der (interne) Erlös des liefernden oder leistenden Bereiches, andererseits gibt er die (internen) Einstandskosten des beziehenden Bereichs an. Dieser Bereichserfolg ist Grundlage für Entscheidungen des Bereichsmanagements; das Management des Unternehmens knüpft strategische Maßnahmen oder Mittelzuteilungen daran an, und er dient zur Leistungsbeurteilung. Problematisch bei der Erfolgsermittlung ist die Verrechnung von Synergien (z. B. economies of scope) – Diese sind gewöhnlich keinem der beteiligten Bereiche zuzurechnen, da sie nur durch die gemeinsame Leistung entstehen.
Verrechnungspreise können bestimmte Parameter, die für die Motivation von Entscheidungsträgern relevant sind, beeinflussen. Sie selbst entfalten jedoch keine unmittelbare Motivationswirkung. Damit ein Verrechnungspreissystem extrinsische Motivationswirkung auslösen kann, muss ein Zusammenhang zwischen den Bereichsentscheidungen auf der Grundlage der verwendeten Verrechnungspreise, den Erfolgsrechnungen der Bereiche und der Beurteilung der verantwortlichen Bereichsleiter hergestellt werden. Für eine Motivationswirkung muss der Bereichsleiter jedoch auch die Möglichkeit der Beeinflussung des Erfolgs haben und das Verrechnungspreissystem akzeptieren. Dann können gezielt Belohnungen eingesetzt werden und der Bereichsleiter wird entsprechend versuchen, seine Beurteilungsgröße zu optimieren. Sollten jedoch nicht beeinflussbare Faktoren zu finanziellen Einbußen des Bereichsleiters führen, kann dies auch zu einer negativen Motivationswirkung führen. Über Verrechnungspreise und die Simulation eines Marktes können Bereichsleiter in die Rolle von „Quasiunternehmern“ versetzt werden, wodurch das Bedürfnis nach Selbstverwirklichung befriedigt wird und Leistungsanstrengung angeregt werden kann.

### Steuerminimierung
In einem Konzern lassen sich über Verrechnungspreise Gewinne zwischen mehreren juristisch selbständigen Gesellschaften im Konzernverbund verschieben: Über die Ansetzung von Verrechnungspreisen kann der Gewinn in die leistende oder beziehende Gesellschaft verlagert werden. Sind die beiden Bereiche von unterschiedlicher Rechtsform oder liegt der Geschäftssitz in Staaten mit unterschiedlicher Steuerbelastung (Hochsteuerland, Niedrigsteuerland), wird man den Verrechnungspreis so wählen, dass der größte Gewinn bei der Gesellschaft mit der geringsten Steuerbelastung entsteht. Dem sind jedoch durch nationale und internationale Steuervorschriften Grenzen gesetzt. Im Zuge des Wegfalls von zwischenstaatlichen Handelshemmnissen gewinnen Besteuerungsunterschiede verstärkten Einfluss auf unternehmerische Entscheidungen. Sofern beteiligte Finanzbehörden unterschiedliche Korrekturen vornehmen, besteht auch die Gefahr einer Doppelbesteuerung. Die wirtschaftliche Bedeutung der Steuerminimierungsfunktion wird deutlich, wenn man bedenkt, dass nach Schätzungen der OECD mehr als 60 % des Welthandels über konzerninterne Transaktionen abgewickelt werden. Das hat die Verrechnungspreisgestaltung bei multinationalen Unternehmen zunehmend in den Fokus des Interesses des Steuergesetzgebers gerückt. Mehr als vierzig Länder haben in der letzten Zeit ihre diesbezüglichen Regelungen ausgebaut.

### Weitere Funktionen
Des Weiteren werden in der Literatur folgende Funktionen genannt:
- Vereinfachung und Beschleunigung: Durch eine Entkopplung von Schwankungen des Marktpreises ermöglichen Verrechnungspreise durch die Eliminierung von sich überlagernden Preis- und Mengeneffekten eine differenzierte Abweichungsanalyse und Kostenkontrolle, etwa auf Kostenstellenebene.[17]
- Verrechnungspreise werden in der Bilanz zur Bewertung der Leistungen herangezogen und dienen so der bilanziellen bzw. steuerlichen Gewinnermittlung bzw. Bestandsbewertung.[18] Daher müssen sie den handels- und steuerrechtlichen Vorschriften entsprechen – Ermessensspielräume können zugunsten der Unternehmung genutzt werden.[19] Im Konzern sollen Verrechnungspreise auch dazu führen, dass die Bilanzen der Konzernunternehmen bestimmte Strukturen und Relationen aufweisen, womit letztlich die Kapitalkosten beeinflusst werden. Zu berücksichtigen sind dabei auch die Interessen der Anteilseigner und konzernfremder Gläubiger der Konzerngesellschaften.[20]
- Im Rahmen von Ausschreibungen öffentlicher Aufträge oder bei Regulierungsverfahren für besondere Märkte, etwa Post-, Telekommunikations- und Energiemärkte, dienen Verrechnungspreise häufig zur Rechtfertigung gegenüber Regulierungsbehörden für den am (regulierten) Markt geforderten Preis einer Leistung[21], denn neben den eingesetzten externen Leistungen sind auch die internen anzusetzen oder zu bewerten.[22]

### Zielkonflikte
Verrechnungspreise können also eine Reihe von Funktionen erfüllen. Jedoch ist festzustellen, dass die verschiedenen Funktionen häufig in Zielkonflikten zueinander stehen. Erfüllt ein Verrechnungspreis eine Funktion besonders gut, so kann es sein, dass eine andere Funktion darunter leidet oder kontraproduktiv wirkt. Insbesondere die Funktionen Koordination auf der einen und Erfolgsermittlung/Motivation auf der anderen Seite stehen im Zielkonflikt zueinander. Ähnlich verhält es sich zwischen den betriebswirtschaftlich motivierten Funktionen Motivation/Steuerung und der Steuerminimierungsfunktion. Der Zielkonflikt wird deutlich, wenn beispielsweise internationale Verrechnungspreise rein aus Überlegungen zur Steuerminimierung gestaltet werden. Durch die Missachtung der Koordinationsfunktion bei der Bildung des Verrechnungspreises werden verzerrte Managemententscheidungen getroffen, die wiederum das Gesamtergebnis negativ beeinflussen können. Die Zielkonflikte werden im Folgenden bei der Analyse verschiedener Verrechnungspreisarten deutlich.

## Arten von Verrechnungspreisen
Die Vorgehensweise zur Bestimmung der Verrechnungspreise wird in der Praxis oft nicht in ihrer Bedeutung für die Aussagekraft der Rechnung und für den Aspekt der Verhaltensbeeinflussung vollständig verstanden bzw. akzeptiert. Im Folgenden werden die verschiedenen Möglichkeiten zur Bildung von Verrechnungspreisen beleuchtet. Es wird zunächst davon ausgegangen, dass die Zentrale die Verrechnungspreise festlegt, sodass die von ihr angestrebten Funktionen möglichst gut erfüllt werden.

### Marktpreisorientierte Verrechnungspreise

#### Tatsächliche Marktpreise
Eine Möglichkeit der Festlegung von Verrechnungspreisen besteht in der Anwendung eines Marktpreises. Ziel ist die Simulation eines Marktes, um Marktmechanismen wirken zu lassen. Der Marktpreis gilt als Indikator für die Effizienz.
Damit diese Übertragung gelingen kann, muss aber ein vollkommener Markt herrschen:
1. Beide Bereiche haben Zugang zum Markt.
2. Es existiert ein Markt mit einheitlichem Marktpreis für eine Leistung, die die interne Leistung voll substituieren kann.
3. Die Marktkapazitäten sind sowohl auf Absatz- als auch Beschaffungsseite unbegrenzt.
4. Der Verrechnungspreis muss rechnerisch erfassbare Synergievorteile, die bei externer Leistung bzw. externem Bezug entfallen, berücksichtigen. Darüber hinaus bestehen keine nicht rechnerisch erfassbaren Synergievorteile (wie etwa mindere Qualität, unsichere Belieferung, Gefahr des Geheimnisverlusts etc.).
5. Der Verrechnungspreis muss Marktpreisschwankungen angepasst werden.

Erfüllt ein Marktpreis diese Bedingungen, so hätte dies den Vorteil, dass sowohl der Gewinn des Gesamtunternehmens maximiert wird (Koordinationsfunktion), als auch die Teilerfolge als vom jeweiligen Bereich erwirtschaftet betrachtet werden können. Marktorientierte Verrechnungspreise eignen sich also gut für die Erfolgsermittlung. Weitere Vorteile sind die durch seine Objektivität geringe Manipulierbarkeit und die Anerkennung durch Steuerbehörden (vgl. sogenanntes dealing at arm’s length – Prinzip) und die anderen Unternehmensbereiche. Entsprechend führt die Anwendung eines marktorientierten Verrechnungspreises bei vollkommenen Märkten durch die gesamtzieloptimale Koordination nur dann zu Koordinationsbedarf, wenn Synergieeffekte zwischen den Bereichen herrschen.
Falls obige Bedingungen nicht zutreffen, ein vollkommener Markt also nicht vorliegt, ist die Koordinationsfunktion nicht optimal erfüllt. Marktorientierte Verrechnungspreise führen etwa unter internen und externen Bezugs- oder Absatzbeschränkungen zu einer nicht gesamtzieloptimalen Koordination. Kann die leistende Abteilung bei einem relativ hohen Marktpreis (der als Verrechnungspreis verwendet wird) nicht an den Markt liefern, so lohnt es sich für den leistenden Bereich aufgrund des hohen Bezugspreises nicht, zu produzieren; der leistende Bereich hat keinen Abnehmer. Durch die Verwendung des Marktpreises ist also das Gesamtoptimum nicht erfüllt.
Es zeigt sich, dass Marktpreise als Verrechnungspreise die Koordinationsfunktion nur optimal erfüllen, falls ein vollkommener Markt vorliegt. Marktpreise sollten jedoch auf jeden Fall bei der Bestimmung optimaler Verrechnungspreise berücksichtigt werden, da diese stets den Charakter von Opportunitätskosten haben und angeben, welches Ergebnis bei einem externen Transfer hätte erzielt werden können.
Es muss festgehalten werden, dass es gerade bei unternehmensspezifischen internen Leistungen mitunter schwierig ist, objektive Marktpreise zu identifizieren. Dieses Problem kann dadurch umgangen werden, dass nicht nur nach Marktpreisen gesucht wird, die für Substitutionsleistungen existieren, sondern eventuell vorhandene vergleichbare Leistungen als Ausgangsbasis verwendet werden.

#### Modifizierte Marktpreise
Um die Lenkungsfunktion bei Vorliegen eines unvollkommenen Marktes dennoch zu erfüllen, können die Marktpreise z. B. so modifiziert werden, dass der Verrechnungspreis als Marktpreis abzüglich der bei interner Leistung entfallenden zusätzlichen Vertriebskosten ermittelt wird. Damit sollen interne und externe Transferalternative gleichgestellt werden. Gleichzeitig bewirkt dies, dass der gesamte Vorteil aus der internen anstelle der externen Lieferung beim beziehenden Bereich anfällt. Dies kann unter Umständen sinnvoll sein, wenn dadurch die (interne) Marktmacht des leistenden Bereichs reduziert werden soll. Für die Erfolgsermittlung bedeuten Modifikationen jedoch regelmäßig eine gewisse Willkür für die Aufteilung des Gesamtgewinns auf die betroffenen Bereiche.

### Kostenorientierte Verrechnungspreise

#### Grenzkosten
Geht es darum, die Menge des internen Transfers abzustimmen und aus Sicht des Gesamtunternehmens zu optimieren, kann formal gezeigt werden, dass nur Grenzkosten, verstanden als relevante Kosten für kurzfristige Entscheidungen, dieses Koordinationsproblem lösen. Sie tun dies jedoch nur unter bestimmten Bedingungen bezüglich der Informationssituation von Zentrale und den Bereichen und damit nur scheinbar. Diese Einschätzung wird durch die geringe Verwendung in der Praxis bestärkt.
Als Verrechnungspreis können nach Coenenberg Grenzkosten dann angesetzt werden, wenn folgende Voraussetzungen erfüllt sind:
1. Leistungen können nicht oder nur in geringem Umfang am externen Markt abgesetzt werden.
2. Im leistenden Bereich liegen keine Beschäftigungsengpässe vor.[45]

Unter diesen Bedingungen wird angenommen, dass ein Unternehmen {\displaystyle x} Stück Endprodukt herstellt, die am Absatzmarkt zu einem Preis {\displaystyle p(x)} mit {\displaystyle p'(x)<0} verkauft werden. Ein Stück des Endproduktes erfordert genau eine Einheit der vom erstellenden Bereich bereitgestellten Leistung. Die Kostenfunktionen des leistenden und erstellenden Bereichs sind konvex. Der Gewinn des Unternehmens lautet:
{\displaystyle G(x)=p(x)\cdot x-K_{1(x)}-K_{2(x)}}.
Der liefernde Bereich maximiert G1(x) = v*x - K1(x), der beziehende Bereich maximiert G{2(x) = p(x)*x - v*x – K{2(x), wobei {\displaystyle v} den Verrechnungspreis symbolisiert. Setzt man als Verrechnungspreis die Grenzkosten des liefernden Bereichs bei der zentral optimalen Menge x*, v = K1‘(x*), ermitteln beide Bereiche dezentral dieselbe optimale Produktionsmenge x‘. Damit wird das Lenkungsproblem allerdings nur scheinbar gelöst. Die Zentrale muss nämlich die optimale Menge x‘ kennen und dazu muss sie das Problem vorab lösen.
Durch die Verwendung von Grenzkosten wird im Abnehmerbereich eine reale Entscheidungsgrundlage geschaffen. Allerdings führen Grenzkosten im leistenden Bereich immer zu einem Verlust in Höhe der fixen Kosten. Dem beziehenden Bereich hingegen wird ein Gewinn zugerechnet, der nur teilweise durch eigene Leistung erzielt wurde.
Bei beschränkter Verfügbarkeit der innerbetrieblichen Leistungen besteht eine Konkurrenz der verschiedenen Verwendungsmöglichkeiten. In dieser Situation werden Knappheitspreise als Verrechnungspreise eingesetzt. Der Knappheitspreis eines Gutes entspricht den Grenzkosten zuzüglich der Grenzopportunitätskosten (= engpassbezogener Deckungsbeitrag). Bei Knappheitspreisen ist die leistungsentsprechende Gewinnzurechnung nicht lösbar. Hinzu kommt, dass beim Vorliegen mehrerer Engpässe die Errechnung der Knappheitspreise das Lösen des Planproblems voraussetzt.

#### Vollkosten
Die Grundidee von Verrechnungspreisen in Höhe der Vollkosten besteht darin, dem leistenden Bereich (im Durchschnitt) die Gesamtkosten abzudecken. Coenenberg gibt als Hauptvorteil an, dass der Abnehmer bei dieser Methode so dasteht, als hätte er die Leistung selbst erstellt. Der leistende Bereich ist nicht mehr wie im Ansatz von Grenzkosten zur Erwirtschaftung eines Verlustes „verdammt“. Einen Gewinn kann der Bereich dennoch nicht erwirtschaften, sodass sich dieses Verfahren nur für funktional organisierte Cost Center eignet.
Als Grundlage für Entscheidungen sind die Vollkosten wenig geeignet. Sie umfassen Kosten, die für die Entscheidung nicht relevant sind, sie schwanken in Abhängigkeit vom Beschäftigungsgrad und die Zurechnung ist aufgrund der erforderlichen Schlüsselung der Gemeinkosten bei verschiedenen Leistungen in gewissem Umfang willkürlich. Das könnte von den abnehmenden Bereichen nicht als verursachungsgerecht akzeptiert werden. Vollkosten können damit allenfalls als Approximation der langfristig veränderlichen Kosten dienen. Problematisch ist zudem, dass auf Vollkosten kalkulierte Preise für den beziehenden Bereich zu variablen Kosten werden – fragt er eine Einheit weniger nach, reduzieren sich die Einstandskosten genau um den Verrechnungspreis. Dies kann bei Entscheidungssituationen auf Basis variabler Kosten zu Fehlentscheidungen führen.

### Duale Verrechnungspreise
Duale Verrechnungspreise nutzen eine Variationsmöglichkeit interner Preise: Warum muss für den leistenden und den beziehenden Bereich derselbe Verrechnungspreis gelten? Duale Verrechnungspreise setzen für die Bereiche unterschiedliche Verrechnungspreise. Die Zentrale erfüllt eine Ausgleichsfunktion über die unterschiedlichen Bereiche. Beispielsweise kann der leistende Bereich den Marktpreis erhalten, während die Abnehmerabteilung für die intern transferierte Leistung nur die variablen Kosten bezahlt. Dadurch trifft die abnehmende Abteilung in der Folge Entscheidungen anhand der Grenzkosten, während die leistende Abteilung dennoch einen Bereichserfolg erzielen kann. Der Gesamtgewinn der Unternehmung ist bei dieser Methode jedoch niedriger als die Summe der Bereichsgewinne, womit eine Reihung der Betriebe nicht möglich ist und die Erfolgsermittlungsfunktion nicht erfüllt wird. Diese zwangsläufige Folge ist einer der Hauptgründe, weswegen duale Verrechnungspreise in der Praxis kaum auf Akzeptanz stoßen. Die Akzeptanz leidet darunter, dass immer wieder die Frage auftreten wird, welcher der beiden Preise denn nun der „richtige“ sei, was immer nur unbefriedigend beantwortet werden kann.

### Verhandelte Verrechnungspreise
Bei verhandelten Verrechnungspreisen legt nicht die Zentrale die Verrechnungspreise fest, sondern sie stellen das Ergebnis von Verhandlungen zwischen den Bereichen dar. Der Vorteil dieser Vorgehensweise liegt darin, dass die einzelnen Bereiche bessere Informationen über die Kosten- und Erlössituation besitzen. Verhandelten Verrechnungspreisen liegt die Idee zugrunde, eine Näherungslösung an den Marktpreis zu schaffen. In den Verhandlungen findet ein Austausch von Informationen statt. Verhandlungen können zudem zeitintensiv sein oder Konflikte nach sich ziehen. Kommt ein Handel zustande, so wird der Erfolg entsprechend der Verhandlungsmacht auf die Bereiche aufgeteilt, womit Verhandlungsgeschick bei der Verrechnungspreisbildung belohnt wird. Dadurch verzichtet die Zentrale auf gezielte Anpassungen in ihrem Sinne. Letztlich sind generelle Aussagen über die Effizienz verhandelter Verrechnungspreise jedoch nicht möglich.

### Steuerlich motivierte Verrechnungspreise
Die stetig wachsende Bedeutung des steuerlichen Aspekts speist sich aus dem Trend der letzten Jahrzehnte, dass der grenzüberschreitende innerbetriebliche Leistungsaustausch rasant an Volumen zunimmt. Bei innerbetrieblichen Transaktionen, die über Ländergrenzen hinweg getätigt werden, zeitigt die Wahl des Verrechnungspreises zum einen erhebliche fiskalische Auswirkungen für die beteiligten Staaten. Zum anderen besteht bei unterschiedlichen Steuersätzen in den beteiligten Staaten die Möglichkeit, Unternehmensgewinne in niedrig besteuerte Länder zu verlagern (Steuerarbitrage). Als Antwort auf diese Entwicklung hat sich – durch die OECD befördert – auf internationaler Ebene der Fremdvergleichsgrundsatz durchgesetzt. Danach sind die Unternehmen zu steuerlichen Zwecken verpflichtet, für grenzüberschreitende innerbetriebliche Leistungen einen solchen Preis als Verrechnungspreis zu wählen, auf den sich fremde Dritte (d. h. völlig unabhängige Unternehmen) für die gleiche Transaktion geeinigt hätten. Die Ermittlung eines solchen als fremdüblich anzusehenden Preises stellt sich in der Regel wegen fehlender vergleichbarer Transaktionen als schwierig dar und orientiert sich daher in der Praxis an etablierten Methoden, die in den Verrechnungspreis-Grundsätzen der OECD erläutert und von der deutschen Finanzverwaltung akzeptiert werden. Die steuerlichen Dokumentationsvorschriften in Bezug auf Verrechnungspreise sind in den vergangenen Jahren in den meisten Industriestaaten deutlich verschärft worden. Einen Überblick zur steuerlichen Perspektive auf Verrechnungspreise einschließlich einer Illustration der Methoden liefern Bittner/Heidecke.

#### Gewinnneutralität von Verrechnungspreisen bei inländischen Transaktionen
Da für alle Transaktionen innerhalb ein und desselben Landes derselbe Steuersatz gilt und verbundene Unternehmen denselben Eigentümer besitzen, gibt es keinen ökonomischen Anhaltspunkt dafür, welchen Verrechnungspreis ein Unternehmen wählen sollte. Außerdem muss nach den Vorschriften der Konzernrechnungslegung ein eventuell vorhandener konzerninterner Zwischengewinn oder Zwischenverlust sowieso wieder für den Jahresabschluss eliminiert werden. Ein einfaches Beispiel soll diese Aussage veranschaulichen.
Nehmen wir an, ein Konzern produziere Konsumgüter, die für 100 Euro an die Endkunden verkauft werden können. Der Konzern bestehe aus zwei Einzelunternehmen: einer Produktionsgesellschaft und einer Vertriebsgesellschaft, die beide in Deutschland liegen. Der Materialeinsatz zur Herstellung der Produkte betrage 50 Euro pro Stück und es fallen keine weiteren Kosten an (insbesondere keine Gemeinkosten). Bei der Vertriebsgesellschaft fallen für jedes zu verkaufende Stück Vertriebskosten in Höhe von 20 Euro an. Unternehmensgewinne werden mit 30 % besteuert.
Betrachten wir nun den Konzerngewinn in folgenden zwei Szenarien. Dabei ist zu beachten, dass der Verkaufspreis der Produktionsgesellschaft exakt dem Einkaufspreis (Materialaufwand) der Vertriebsgesellschaft entspricht:
|                               | Produktionsgesellschaft | Vertriebsgesellschaft |
| ----------------------------- | ----------------------- | --------------------- |
| Umsatz                        | 50 (VP)                 | 100 (Endpreis)        |
| Materialaufwand               | 50                      | 50 (VP)               |
| Rohgewinn                     | 0                       | 50                    |
| Vertriebs-/Verwaltungskosten  | 0                       | 20                    |
| Betriebsergebnis              | 0                       | 30                    |
| Steuer                        | 0 (30 %)                | 9 (30 %)              |
| Jahresüberschuss nach Steuern | 0                       | 21                    |

|                               | Produktionsgesellschaft | Vertriebsgesellschaft |
| ----------------------------- | ----------------------- | --------------------- |
| Umsatz                        | 80 (VP)                 | 100 (Endpreis)        |
| Materialaufwand               | 50                      | 80 (VP)               |
| Rohgewinn                     | 30                      | 20                    |
| Vertriebs-/Verwaltungskosten  | 0                       | 20                    |
| Betriebsergebnis              | 30                      | 0                     |
| Steuer                        | 9 (30 %)                | 0 (30 %)              |
| Jahresüberschuss nach Steuern | 21                      | 0                     |

#### Auswirkungen auf das Steueraufkommen und den Konzerngewinn bei internationalen Transaktionen
Bei internationalen Transaktionen hat die Wahl des Verrechnungspreises Auswirkungen auf die Steuereinnahmen der beteiligten Staaten und bei Steuersatzdifferenzialen zwischen beiden Staaten auf den Konzerngewinn.
Führen wir dazu das Einführungsbeispiel fort und nehmen zunächst an, dass die Produktionsgesellschaft in Deutschland verbleibt, während die Vertriebsgesellschaft nun in einem anderen Land mit demselben Steuersatz von 30 % liegt. Dann ändert sich zwar an dem letztendlichen Konzerngewinn nichts, aber in Szenario A sind die Steuereinnahmen für Deutschland gleich Null, während sie in Szenario B neun Euro betragen. Bei Steuersatzdifferenzialen ergibt sich für die beteiligten Unternehmen der Anreiz, die Konzernsteuerquote durch eine geschickte Wahl des Verrechnungspreises zu minimieren. Bleiben wir in dem Beispiel: Betragen die Steuern in dem Land der Vertriebsgesellschaft nur 20 % ergibt sich folgendes Bild:
|                               | Produktionsgesellschaft | Vertriebsgesellschaft |
| ----------------------------- | ----------------------- | --------------------- |
| Umsatz                        | 50 (VP)                 | 100 (Endpreis)        |
| Materialaufwand               | 50                      | 50 (VP)               |
| Rohgewinn                     | 0                       | 50                    |
| Vertriebs-/Verwaltungskosten  | 0                       | 20                    |
| Betriebsergebnis              | 0                       | 30                    |
| Steuer                        | 0 (30 %)                | 6 (20 %)              |
| Jahresüberschuss nach Steuern | 0                       | 24                    |

|                               | Produktionsgesellschaft | Vertriebsgesellschaft |
| ----------------------------- | ----------------------- | --------------------- |
| Umsatz                        | 80 (VP)                 | 100 (Endpreis)        |
| Materialaufwand               | 50                      | 80 (VP)               |
| Rohgewinn                     | 30                      | 20                    |
| Vertriebs-/Verwaltungskosten  | 0                       | 20                    |
| Betriebsergebnis              | 30                      | 0                     |
| Steuer                        | 9 (30 %)                | 0 (20 %)              |
| Jahresüberschuss nach Steuern | 21                      | 0                     |

Durch die Wahl des Verrechnungspreises lässt sich der Nachsteuergewinn des Konzerns beeinflussen (Konzerngewinn von 21 versus ein Konzerngewinn von 24).

#### Der Fremdvergleichsgrundsatz
Verrechnungspreise bei grenzüberschreitenden Transaktionen haben den Charakter, dass bei ihnen regelmäßig mindestens drei Beteiligte zugleich in Erscheinung treten: der multinationale Konzern sowie die Finanzverwaltungen der beiden involvierten Staaten. Dies bedeutet, dass der gewählte Verrechnungspreis von den Finanzverwaltungen in beiden Ländern akzeptiert werden muss, um eine drohende Doppelbesteuerung für das beteiligte Unternehmen zu vermeiden.
Als internationales Regime für einen solch zwischenstaatlich akzeptablen Verrechnungspreis hat sich der Fremdvergleichsgrundsatz (englisch Dealing At Arm’s Length Principle) etabliert. Dieser besagt, dass Konzerne ihre Verrechnungspreise so gestalten müssen, als ob die zu Grunde liegende Transaktion nicht zwischen Gesellschaften des gleichen Konzerns, sondern zwischen unabhängigen Marktteilnehmern stattfinden würde. Die OECD definiert das Prinzip in ihren ‚Transfer Pricing Guidelines for Multinational Enterprises and Tax Administrations‘ wie folgt:
The arm’s length principle requires that compensation for any intercompany
transaction shall conform to the level that would have applied had the
transaction taken place between unrelated (third) parties under similar conditions
Allerdings ist festzuhalten, dass es den Fremdvergleichspreis nicht gibt. In der Regel lassen sich in der Praxis höchstens Bandbreiten für den Preis bestimmen, der als fremdüblich angesehen werden kann.

#### Methoden zur Ermittlung von Fremdvergleichspreisen
Als Standardmethoden werden die Preisvergleichsmethode, die Wiederverkaufsmethode sowie die Kostenaufschlagsmethode bezeichnet. Als Ergänzende Methoden werden die geschäftsvorfallbezogenen (geschäftsvorfallbezogenene Nettomargenmethode, geschäftsvorfallbezogene Gewinnaufteilungsmethode) sowie die globalen Methoden (Globaler Betriebsvergleich, Globale Gewinnaufteilung) bezeichnet.
- Preisvergleichsmethode: Bei der Preisvergleichsmethode (CUP, comparable uncontrolled price method) werden Preise herangezogen, die aus vergleichbaren Geschäften zwischen (äußerer Preisvergleich) bzw. mit (innerer Preisvergleich) fremden Dritten vereinbart werden.[72]

- Äußerer Preisvergleich

Als Vergleichsgröße werden die Geschäfte, die zwischen zwei völlig unabhängigen Dritten vereinbart worden wären, herangezogen. Dabei muss eine vergleichbare, d. h. eine annähernd identische Leistung, dieser Dritten betrachtet werden. Handelt es sich bei der zu beurteilenden Leistung nicht um ein sog. Weltmarktprodukt (z. B. Öl oder Kaffee), stellt sich dies als äußerst schwierig dar.
- Innerer Preisvergleich

Als Vergleichsgröße werden hier die Geschäfte, die die (Konzern-)Gesellschaft mit fremden Dritten tätigt, herangezogen. Diese werden dann mit den Geschäften der (Konzern-)Gesellschaft und einer ihr nahestehenden Person verglichen.
Insgesamt gesehen kommt es in der Praxis selten zur Anwendung der Preisvergleichsmethode, da es gerade vielfach dem Charakter von verbundenen Unternehmen entspricht, Austauschbeziehungen ausschließlich innerhalb des eigenen Konzern zu unterhalten und keine Transaktionen mit fremden Dritten zu tätigen.
- Wiederverkaufspreismethode[73]

Bei der Wiederverkaufspreismethode (englisch resale price method, RPM) ermittelt sich der Verrechnungspreis wie folgt: Es wird von dem Wiederverkaufspreis eine marktübliche Bruttogewinnspanne abgezogen, welche die wahrgenommenen Funktionen der weiterveräußernden Einheit berücksichtigt. (Retrograde Ermittlung).
- Kostenaufschlagsmethode[74]

Bei der Kostenaufschlagsmethode (cost plus method) ermittelt sich der Verrechnungspreis anhand der auf betriebswirtschaftlicher Grundlage ermittelten Kosten des nahestehenden Unternehmens unter Berücksichtigung einer angemessenen Bruttomarge, die Unternehmen erzielen, die hinsichtlich der ausgeübten Funktionen und übernommenen Risiken vergleichbar sind.
- Transaktionsbezogene Nettomargenmethode (TNMM)[75]

Bei der transaktionsbezogenen Nettomargenmethode (TNMM, transactional net margin method) werden die zwischen den nahestehenden Personen für die Lieferung oder Leistung vereinbarten Nettomargen mit den vereinbarten Nettomargen fremder Unternehmen mit gleicher Risiko- und Funktionsstruktur verglichen.
- Gewinnaufteilungsmethode[76]

Bei der Gewinnaufteilungsmethode (englisch profit split method) wird der Gewinn anhand eines Aufteilungsschlüssels zwischen den nahestehenden Personen aufgeteilt.

#### Steuerliche Dokumentationsvorschriften
Mittlerweile gelten für steuerliche Zwecke in den meisten Industriestaaten der Welt gesetzliche Dokumentationsvorschriften in Bezug auf Verrechnungspreise.
In Deutschland werden die Dokumentationspflichten der Unternehmen in § 90 Abs. 3 Abgabenordnung (Mitwirkungspflichten bei Auslandssachverhalten) festgelegt, deren Umfang und Ausgestaltung im Interesse einer einheitlichen Rechtsanwendung durch die „Verordnung zu Art, Inhalt und Umfang von Aufzeichnungen im Sinne des § 90 Abs. 3 der Abgabenordnung“ (Gewinnabgrenzungsaufzeichnungs-Verordnung – GAufzV) näher ausgeführt werden. Darüber hinaus hat das Bundesfinanzministerium einige Verwaltungsgrundsätze veröffentlicht, welche die Arbeit der Finanzverwaltung binden. Hierbei sind insbesondere die sogenannten Verfahrensgrundsätze-Verfahren zu nennen: die Verwaltungsgrundsätze-Kostenumlagen und die Verwaltungsgrundsätze-Arbeitnehmerentsendung. Darüber hinaus hat das Bundesfinanzministerium Merkblätter zu Verständigungs- und Schiedsverfahren sowie zu Vorabverständigungsverfahren (englisch Advance Pricing Agreements) veröffentlicht.